# Оператор персональных данных
Оператор персональных данных (согласно закону РФ от 27 июля 2006 г. N 152-ФЗ «О персональных данных») — государственный орган, муниципальный орган, юридическое или физическое лицо, организующие и (или) осуществляющие обработку персональных данных, а также определяющие цели и содержание обработки персональных данных.

## Требования закона к оператору персональных данных
Оператор обязан обеспечивать конфиденциальность персональных данных. Оператор персональных данных не имеет права обрабатывать данные без согласия субъекта персональных данных, то есть человека, кому эти данные принадлежат. Однако, в ст. 6 ч.2 ФЗ-152 предусмотрен ряд случаев, когда согласие субъекта не требуется. 

В частности, не требуется согласие субъекта, если его персональные данные обрабатываются на основании Федерального закона, определяющего цель и содержание такой обработки (ст. 6, п.2, ч.2). Например, согласно Федеральному закону № ФЗ-3266-1 «Об образовании», у выпускников средних общеобразовательных учреждений не обязательно брать согласие на обработку их персональных данных для допуска к ЕГЭ. Органы и организации, привлекаемые к проведению ЕГЭ, осуществляют «…передачу, обработку и предоставление полученных в связи с проведением единого государственного экзамена <…> персональных данных обучающихся, участников единого государственного экзамена <…> в соответствии с требованиями законодательства Российской Федерации в области персональных данных без получения согласия этих лиц на обработку их персональных данных» (ст. 15, п. 5.1). В апрельском номере журнала «Персональные данные» есть большой материал (недоступная ссылка), посвященный именно этой проблеме. 

Ещё один случай, когда для обработки персональных данных не требуется согласие субъекта: исполнение договора, одной из сторон которого является субъект персональных данных. Для примера подойдет любой договор компании с физическим лицом на оказание услуг. Массу полезной информации по этой теме можно найти в специализированной прессе. Оператор также должен обеспечивать необходимые организационные и технические меры для пресечения попытки незаконного доступа к персональным данным.

## Необходимые документы
Каждый оператор персональных данных обязан иметь пакет документов, подтверждающих защищенность ПДн сотрудников и клиентов.
Перечень необходимых документов может меняться в зависимости от специфики обработки персональных данных, орг.структуры и других особенностей каждого отдельно взятого предприятия.
В соответствии с данным пакетом документов на предприятии должны быть внедрены технические средства защиты персональных данных.

#### Подготовка документов, необходимых для защиты персональных данных
Существует несколько способов подготовить документы в соответствии с требованиями 152-ФЗ «О персональных данных»:
- Подготовка пакета своими силами на базе имеющихся в свободном доступе шаблонов документов;
- Подготовка при помощи системного интегратора — средний бюджет проекта обычно составляет не менее 300 тысяч рублей, а сроки исполнения от полугода[источник не указан 4729 дней];
- Подготовка при помощи автоматизированных сервисов (систем).

## Средства защиты
Практически в каждой организации имеется информационная система персональных данных (сокращённо ИСПДн), которая может содержать, например, фамилию, имя работника, его паспортные данные, ИНН и т. д. С этой информационной системой работает оператор. В зависимости от того, какие данные содержатся в ИСПДн конкретной организации, эта ИСПДн может относиться к одному из четырёх классов, каждый из которых предусматривает различные средства для защиты персональных данных.